# 鉾流橋
鉾流橋（ほこながしばし）は、大阪市北区の堂島川に架かる大阪市道裁判所東筋線の橋。
「浪速の名橋50選」に選定されている。

## 概要

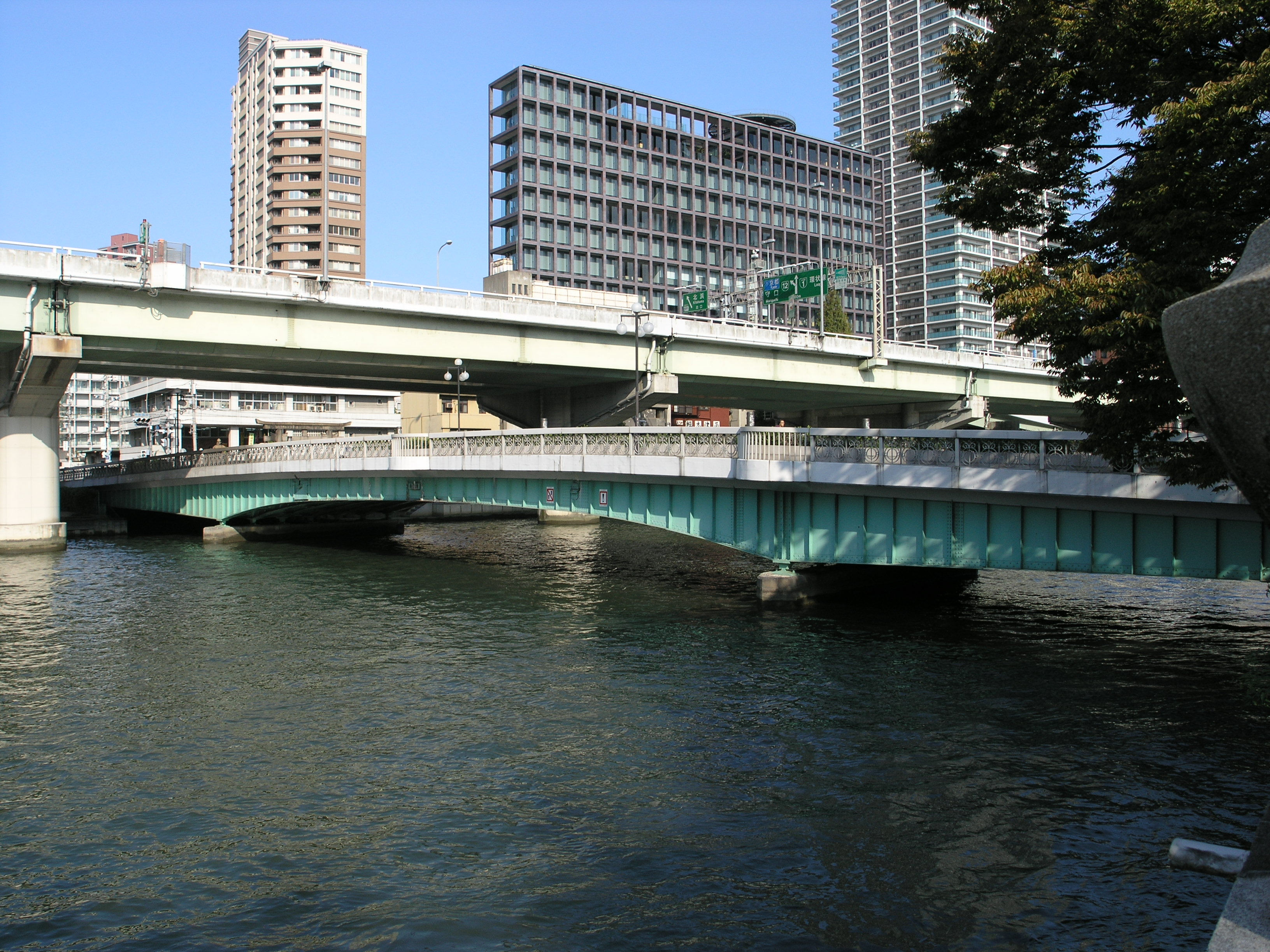
鉾流橋（中之島側より撮影）

鉾流橋の名の由来は、天神祭の鉾流神事がこの橋の袂で行われることに因んでいるとされる。
橋の歴史は古くはなく、1918年（大正7年）に最初の橋が木造で架橋された。現在の橋は1929年（昭和4年）に完成し、1980年（昭和55年）に拡幅などの改修が行われている。
主要諸元
- 所在地：北区西天満1丁目 - 北区中之島1丁目
- 形式：3径間ゲルバー式鋼鈑桁橋
- 全長：98.2メートル
- 幅員：12.5メートル